# Georgi Kondolow

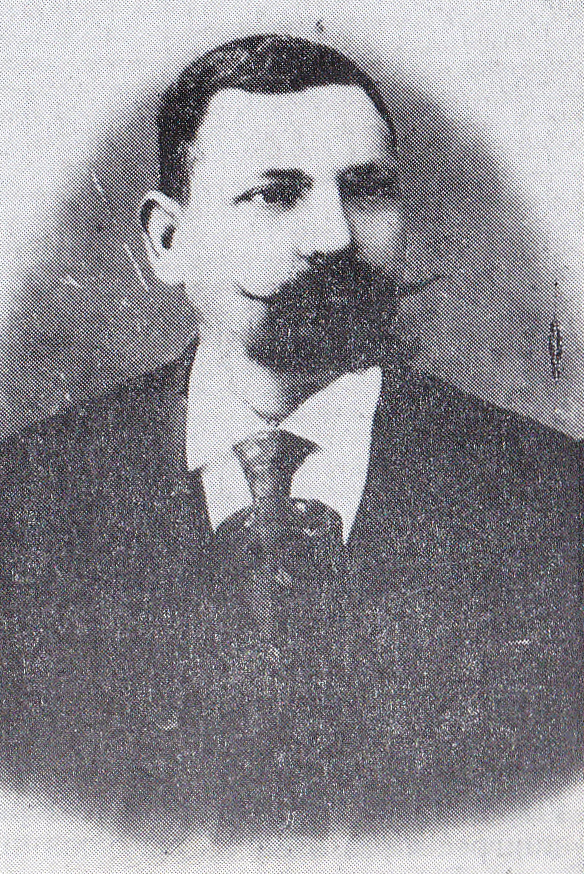
Georgi Kondolow

Georgi Kondolow (bulgarisch Георги Кондолов; * 1858 in Potirnak, heute Welika in Bulgarien; † 6. August 1903 in Paspalowo, heute Armutveren in der Türkei) war ein bulgarischer Revolutionär, Freiheitskämpfer, Wojwode der BMARK (Bulgarische Makedonisch-Adrianopeler Revolutionäre Komitees/Български Македоно-Одрински революционни комитети) sowie einer der Führer des Ilinden-Preobraschenie-Aufstandes in der „7. revolutionären Region“, die Ostthrakien einschloss.

## Leben

### Frühere Jahre
Georgi Kondolow wurde 1858 im am Schwarzen Meer gelegenen Poturnak (heute Welika in der Gemeinde Zarewo) in eine sehr arme Familie geboren. Sein Geburtsname war jedoch Scheljasko (bulg. Желязко), er wurde jedoch später von seinem älteren Bruder Iwan, Georgi genannt. Noch recht jung musste Georgi die Stadt verlassen und für die Ernährung seiner Familie arbeiten. Er wurde nach Konstantinopel geschickt, wo er sich als Tischlergehilfe durchschlug.
1878 wurde im Zuge des Russisch-Türkischen Krieges (1877–1878) und dem anschließenden Frieden von San Stefano Bulgarien befreit. Im selben Jahr wurde jedoch Bulgarien im Berliner Kongress geteilt, so dass die autonome osmanische Provinz Ostrumelien errichtet wurde. Georgi Kondolow ließ sich in der Folge in der ostrumelische Stadt Chaskowo nieder, wo er Christo Arnaudow kennenlernt. Mit ihm gemeinsam eröffnete er eine Tischlerei. Hier lernte er seine spätere Frau Donka Hubenowa kennen, eine Cousine von Arnaudow.
Er nahm als Freiwilliger gegen die aufständische moslemische und türkische Minderheit in den Rhodopen teil, die gegen die Ausgliederung dieses Gebietes aus dem Osmanischen Reich war. In dieser Zeit wurde er zum Wojwoden ernannt und später von Fürst Battenberg mit dem silbernen Verdienstkreuz ausgezeichnet.
1898, einige Jahre nachdem er Donka geheiratet hat, zog er mit seiner Familie nach Burgas um, wo er ebenfalls eine Tischlerei eröffnete. Hier trifft er auf alte Freunde aus seiner noch nicht befreiten Heimat sowie aus Konstantinopel. Gemeinsam mit ihnen tritt er in den Makedonischen Verein „Piringebirge“ (bulg. Македонското дружество „Пирин планина“/Makedonsko druschestwo Pirin Planina) ein. Gemeinsam mit anderen Thrakischen Bulgaren gründete er in Burgas am 15. Dezember 1896 eine Filiale des Ostthrakische Vertriebenenvereins „Strandscha“ (bulg. Одринското преселенско дружество Странджа). Georgi Kondolow nahm als Delegierter am ersten Kongress des Bundes der ostthrakischen Vertriebenevereine am 19. Februar 1897 in Burgas teil. Nach dem Kongress gründete Kondolow gemeinsam mit Petko Wojwoda, Stojan Petrow und weiteren das Geheime Thrakische Revolutionäre Komitee nach dem Vorbild der Inneren Revolutionären Organisation. Das Komitee sollte die Vorbereitung und Entsendung von bewaffneten Partisaneneinheiten (Tscheta) in die noch unter osmanischer Herrschaft stehenden bulgarischen Gebiete organisieren.

### Bewaffneter Widerstand in Thrakien
1899 wird Kondolow Leiter eines Makedonisch-Adrianopeler Komitees. Anfang 1901 requiriert er in der Gegend um Jasna Poljana junge Männer für eine Tscheta, mit der er die bulgarischen Gemeinden im Strandschagebirge aufsuchte. In dieser Zeit lernte er Goze Deltschew kennen.
Seit 2015 ist er Namensgeber für den Kondolov Peak, einen Berg auf der Brabant-Insel in der Antarktis.